# Station Boleszewo
Station Boleszewo was een spoorwegstation in de Poolse plaats Boleszewo.